# فتح العزيز للرافعي

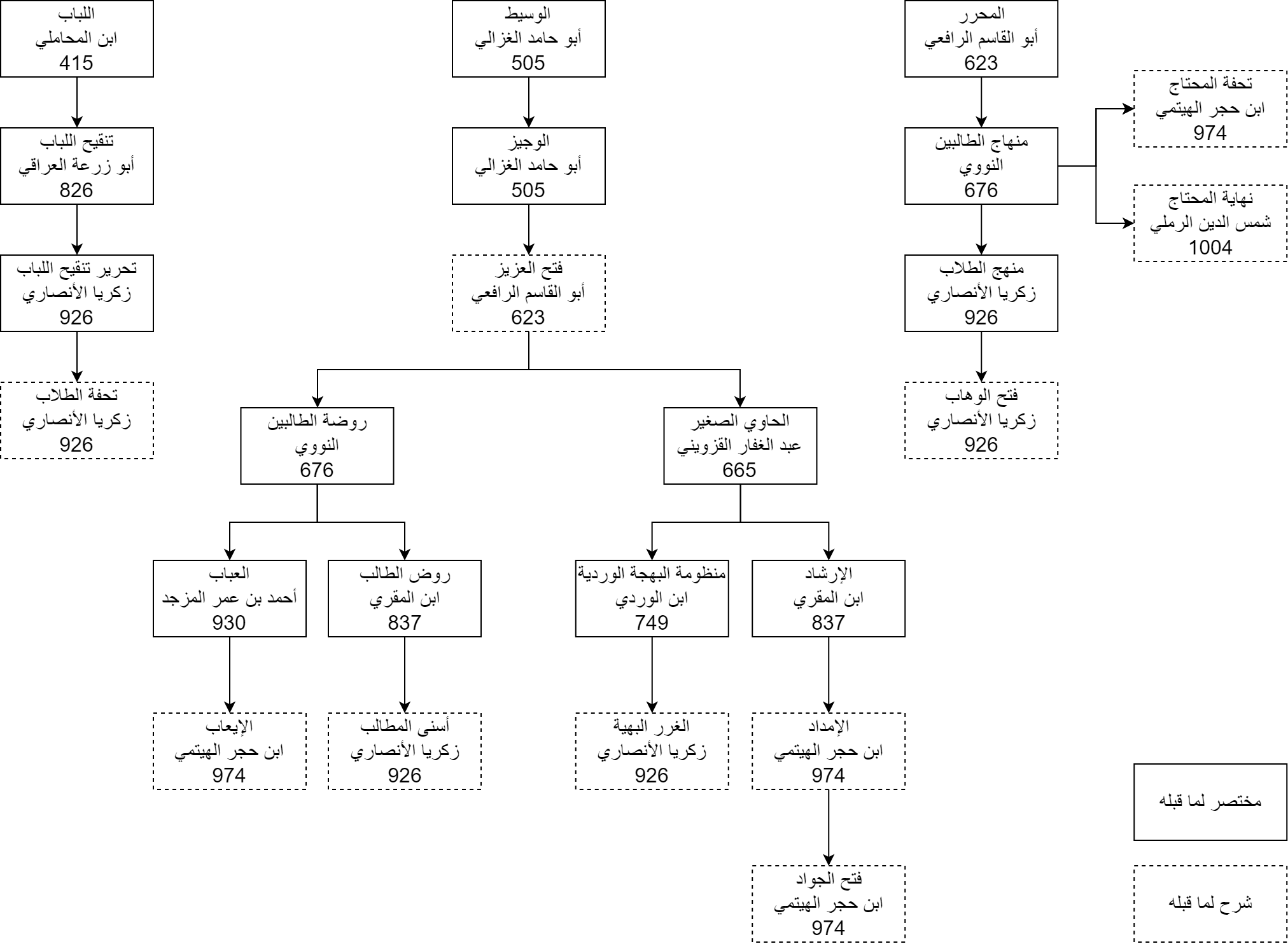
بعض أهم كتب الفقه الشافعي، ويظهر كتاب "فتح العزيز" وسط الشجرة.

الشرح الكبير للرافعي أو فتح العزيز شرح الوجيز، كتاب في الفقه الشافعي، مؤلفه: أبو القاسم الرافعي القزويني، وهو شرح كتاب الوجيز للغزالي.

## فتح العزيز

### اسم الكتاب
ذكره الإمام النووي بمسمى: (شرح الوجيز)، ويسمى: الشرح الكبير في فروع المذهب وسماه مؤلفه: (العزيز) لكن اشتهر بتسميته: (فتح العزيز) أو (فتح العزيز شرح الوجيز)،
قال تاج الدين السبكي: «صاحب الشرح الكبير المسمى بـ(العزيز)، وقد تورع بعضهم عن إطلاق لفظ العزيز مجردا على غير كتاب الله».
قال ابن حجر الهيتمي: «لأن تلميذه الغزالي، اختصر النهاية المذكورة في مختصر مطول حافل، وسماه البسيط واختصره في أقل منه وسماه: الوسيط واختصره في أقل منه وسماه: الوجيز، فجاء الرافعي، فشرح الوجيز شرحا مختصراً، ثم شرحاً مبسوطاً، ما صنف في مذهب الشافعي مثله».
شرحه الإمام النووي في كتابه روضة الطالبين وقال في مقدمة كتابه:
«فوفق الله سبحانه وتعالى -وله الحمد- من متأخري أصحابنا من جمع هذه الطرق المختلفات، ونقح المذهب أحسن تنقيح، وجمع منتشره بعبارات وجيزات، وحوى جميع ما وقع له من الكتب المشهورات، وهو الإمام الجليل المبرز المتضلع من علم المذهب أبو القاسم الرافعي ذو التحقيقات، فأتى في كتابه شرح الوجيز بما لا كبير مزيد عليه من الاستيعاب مع الإيجاز والإتقان وإيضاح العبارات، فشكر الله الكريم له سعيه، وأعظم له المثوبات، وجمع بيننا وبينه مع أحبابنا في دار كرامته مع أولي الدرجات.وقد عظم انتفاع أهل عصرنا بكتابه لما جمعه من جميل الصفات، ولكنه كبير الحجم لا يقدر على تحصيله أكثر الناس في معظم الأوقات».

## مقدمة الكتاب
«بسم الله الرحمن الرحيم، أحمد الله الحق ذا الجلال والاكرام، وأصلي على رسوله محمد خير الانام، وأسلم عليه وعلي آله وأصحابه أفضل الصلاة والسلام، وأقول إن المبتدئين بتحصيل المذهب من أبناء الزمان قد تولعوا بكتاب الوجيز للامام حجة الإسلام أبى حامد الغزالي، قدس الله روحه، وهو كتاب غزير الفوائد، جم العوائد، وله القدح المعلي والحفظ الأوفى من استيفاء أقسام الحسن والكمال، واستحقاق صرف الهمة إليه والاعتناء بالإكباب عليه والاقبال، والاختصاص بصعوبة اللفظ ودقة المعنى لما فيه من حسن النظم وصغر الحجم، وإنه من هذا الوجه محوج الي أحد أمرين: إما مراجعة غيره من الكتب وإما شرح يذلل صعابه: ومعلوم أن المراجعة لا تتأتي لكل أحد وفي كل وقت وأنها لا تقوم مقام الشرح المغنى لإيضاح الكتاب، فدعاني ذلك إلى عمل شرح يوضح فقه مسائله فيوجهها، ويكشف عما انغلق من الألفاظ ودق من المعاني ليغتنمه الشارعون في ذلك الكتاب المخصوصون بالطبع السليم، ويعينهم علي بغيتهم ويتنبه الذين غيره أولي بهم لما ذهب عليهم من فقه الكتاب ودقائقه واستصعابه عليه فينكشف لهم أنهم حرموا شيئا كثيرا ولقبته بالعزيز في شرح الوجيز، وهو عزيز علي المتخلفين بمعنى، وعند المبرزين المنصفين بمعنى».

## تخريج أحاديث الكتاب
قام بتخريج أحاديث الشرح الكبير: الزركشي في كتابه المسمى: (الذهب الإبريز في تخريج أحاديث فتح العزيز)، وابن الملقن في كتابه المسمى: (البدر المنير في تخريج الأحاديث والآثار الواقعة في الشرح الكبير)، وابن حجر العسقلاني في كتابه: (التلخيص الحبير)، وغيرهم. قال ابن حجر في كتاب: التلخيص الحبير: «فقد وقفت على تخريج أحاديث شرح الوجيز، للإمام أبي القاسم الرافعي -شكر الله سعيه- لجماعة من المتأخرين، منهم القاضي عز الدين بن جماعة، والإمام أبو أمامة بن النقاش، والعلامة سراج الدين عمر بن علي الأنصاري، والمفتي بدر الدين محمد بن عبد الله الزركشي، وعند كل منهم ما ليس عند الآخر من الفوائد والزوائد، وأوسعها عبارة وأخلصها إشارة كتاب شيخنا سراج الدين، إلا أنه أطاله بالتكرار فجاء في سبع مجلدات، ثم رأيته لخصه في مجلدة لطيفة، أخل فيها بكثير من مقاصد المطول وتنبيهاته، فرأيت تلخيصه في قدر ثلث حجمه مع الالتزام بتحصيل مقاصده، فمن الله بذلك، ثم تتبعت عليه الفوائد الزوائد من تخاريج المذكورين معه، ومن تخريج أحاديث الهداية في فقه الحنفية، للإمام جمال الدين الزيلعي، لأنه ينبه فيه على ما يحتج به مخالفوه، وأرجو الله إن تم هذا التتبع أن يكون حاويا لجل ما يستدل به الفقهاء في مصنفاتهم في الفروع، وهذا مقصد جليل، والله تعالى المسئول أن ينفعنا بما علمنا، ويعلمنا ما ينفعنا، وأن يزيدنا علما، وأن يعيذنا من حال أهل النار، وله الحمد على كل حال.»